# بنتوسسر
بنتوسسر (به اسپانیایی: Benetússer) یک شهرستان در اسپانیا است که در Horta Sud واقع شده‌است.

## خصوصیات
بنتوسسر ۰٫۷۶ کیلومترمربع مساحت و ۱۴٬۸۲۴ نفر جمعیت دارد و ۱۱ متر بالاتر از سطح دریا واقع شده‌است.